# Главњача
Главњача је популарни назив за стару зграду Управе града Београда (нова је изграђена двадесетих година на Обилићевом венцу), која се до 1953. године налазила на месту данашњег Хемијског факултета, у блоку између улица браће Југовића, Студентског трга, Симине и Вишњићеве. У овој згради се налазио средиште градске полиције и затвор, чије су две ћелије, биле посебно „популарне“ - мала тзв „Ћорка“ и велика тзв „Главњача“, по којој је касније читава зграда добила назив. Такође „Главњача“ је остала позната и као „политички затвор“ у који су затварани политички противници свих режима, који су постојали током постојања ове зграде од 1864. до 1953. године. У овом затвору се није робијало већ је служио за привођење ухапшених, саслушања и све друге методе за добијање признања у истражном поступку.

## Историјат
Зграда Управе града Београда изграђена је средином шездесетих година 19. века (највероватније око 1864. године) и у њој су се налазила два одељења полиције — административно и кривично, као и затвор који се налазио у подруму. Затворске ћелије су имале популарне називе којима су их „крстили“ затвореници, а „најпопуларније“ су биле — највећа, односно главна, ћелија, која је названа „Главњача“, најмања ћелија, која је названа „Ћорка“ јер није имала прозора, женска ћелија, која је названа „Женски салон“, и ћелија у коју су смештани „отменији“ ухапшеници названа „Господска соба“. До 1911. године међу Београђанима је заживео популарни назив „Главњача“ и њиме је називана читава зграда Управе града Београда, док је назив „Ћорка“ постао општи синоним за затвор.
„Главњача“ је била позната и као један од првих политичких затвора у Србији, а поред ње политички затвореници су били затварани и у Београдској тврђави. Једно од првих политичких убистава у „Главњачи“ догодило се 16. септембра 1907. године, када су двојица затвореника — Милан Новаковић, ражаловани генералштабни капетан и власник опозиционих новина (жесток противник официра чланова завереничке групе која је извршила Мајски преврат) и Максим Новаковић, ражаловани жандармеријски поручник (њих двојица, иако истог презимена, нису били у сродству), искористила непажњу чувара и упала у собу с муницијом и забарикадирана тражила да преговарају са управником града Церовићем. Док је Церовић долазио ка згради „Главњаче“, жандарми су отпочели напад на њих и убили их. Ово убиство је изазвало револт јавности и тада су избиле велике демонстрације. 

### Период између два светска рата
После стварања Краљевине Срба, Хрвата и Словенаца, 1918. године, наступио је нови период у раду „Главњаче“, која је све више постајала политички затвор. На то су посебно утицали доношење „Обзнане“, децембра 1920, доношење „Закона о заштити државе“, јуна 1921. и увођење „Шестојануарске диктатуре“, јануара 1929. године. Тадашњи главни противници режима били су припадници Комунистичке партије Југославије (КПЈ), а поред њих хапшени су и прогањани и сви национални и сепаратистички покрети - хрватски, македонски, црногорски, албански и др. На злостављање у Главњачи су се жалили и "обични" притвореници; У априлу и мају 1924. се говорило о случају Љубице Љубичић, младе раднице која је претучена на смрт након што је оптужена за крађу платна. О тортури у „Главњачи“ током двадесетих година 20. века писао је београдски адвокат Рајко Јовановић у брошури „Главњача као систем“, 1928. године, у којој је изнео податак да је кроз Главњачу током 1921. прошло око 15.000 затвореника. Такође он је наводио и примере најбруталнијих мучења којима су подвргавани затвореници. 
Услед све већег броја затвореника у „Главњачи“ су завладали „немогући услови“ - у ћелији која је имала места за 60-70 притвореника, држано је њих око 350. Због тога је 1927. године поред „Главњаче“ изграђена нова зграда за Одељење техничке полиције. Тиме је затвор добио два дворишта - једно за затворенике-криминалце, а друго за политичке затворенике. 
Зграда ПРИЗАД-а (Танјуг) била је изграђена на Обилићевом венцу 1939, у њој ће се налазити средиште Управника града и неколико организационих јединица, међу којима и Опште одељење (тадашња политичка полиција). У овој згради се налазио и затвор за политичке затворенике.  
За „популарност“ „Главњаче“ као једног од најгорих мучилишта најзаслужнији су били управо њени службеници - полицијски агенти који су се истицали својом суровошћу. Неки од најсуровијих су били: Драги Јовановић, Милан Аћимовић, Светозар Вујковић, Бошко Бећаревић, Ђорђе Космајац и др.

### Окупација
У шестоаприлском бомбардовању Београда, 1941. године, зграда „Главњаче“ је била срушена. Немци су је обновили и користили за своје потребе, док се средиште тек основане Специјалне полиције налазило у згради на Обилићевом венцу, где се налазио и мањи затвор. Специјална полиција је тада користила и затвор у Ђушиној улици, док је Гестапо користио бивши Окружни затвор (налазио се месту данашње зграде Дома синдиката  ) у Александровој улици (данас Булевар краља Александра) и зграду Ратничког дома (данас Дом Војске), где се налазило и његово средиште. Капацитете Бањичког логора користили су заједно и Специјална полиција и Гестапо. 
Иако се права зграда „Главњаче“ током окупације Београда није користила као затвор, њеним именом — који је постао синоним за најстрашније мучилиште, називана је нова зграда Специјалне полиције на Обилићевом венцу. У току борби за ослобођење Београда, октобра 1944. године, зграда „Главњаче“ је била запаљена и оштећена, али је после обновљена и у њој се налазило средиште Одељења за заштиту народа (ОЗНА) за Србију. Зграда је срушена 1953. године, када је изграђен Централни затвор у Бачванској улици, а на њеном месту је изграђена зграде Природноматематичког факултета (данас Хемијски факултет).

## Споменик
Године 1974, поводом тридесетогодишњице ослобођења Београда, испред зграде Природноматематичког факултета постављен је споменик са мозаиком на ком је исписан текст: „На овом месту налазио се затвор Управе града Београда „Главњача“. Хиљаде комуниста и бораца за слободу страдало је у њеним ћелијама. Запаљена је и до темеља изгорела у борбама за ослобођење Београда“. Аутор споменика и мозаика је био Милорад Тепавац, а аутор текста Светозар Требјешанин.
У непосредној близини зграде „Главњаче“, 6. марта 1942. године, група активиста Народноослободилачког покрета (НОП) извршила је успешан атентат, на агенте Специјалне полиције Ђорђа Космајца и Обрада Залада.